# إريك بوغل
اريك بوغل (بالإنجليزية: Eric Bogle)‏ هو مغني وعازف قيثارة ومغن مؤلف أسترالي، ولد في 23 سبتمبر 1944 في Peebles ‏ في المملكة المتحدة.

## وصلات خارجية
- اريك بوغل على موقع IMDb (الإنجليزية)
- اريك بوغل على موقع ميوزك برينز (الإنجليزية)
- اريك بوغل على موقع أول ميوزيك (الإنجليزية)
- اريك بوغل على موقع ديسكوغز (الإنجليزية)